# 阿罗约多萨尔
阿罗约多萨尔是巴西南大河州的一个市镇。总面积120.939平方公里，总人口6646人，人口密度55人/平方公里。